# Єжи Горгонь
Єжи Павел Горгонь (пол. Jerzy Paweł Gorgoń, нар. 18 липня 1949, Забже) — колишній польський футболіст, що грав на позиції захисника.
Насамперед відомий виступами за «Гурник» (Забже), в якому провів більшу частину своєї кар'єри, а також національну збірну Польщі, разом з якою став Олімпійським чемпіоном 1972 року, бронзовим призером чемпіонату світу 1974 року, та срібним призером Олімпійських ігор 1976 року.

## Клубна кар'єра
Вихованець клубу «Микульчице». У дорослому футболі дебютував 1967 року виступами за «Гурник» (Забже), в якому провів тринадцять сезонів, взявши участь у 236 матчах чемпіонату. У складі «Гурника» Єжи Горгонь двічі ставав чемпіоном Польщі та п'ять разів поспіль вигравав Кубок Польщі, у Першій лізі провів 220 матчів та забив 17 м'ячів. В сезоні 1969/70 добрався разом з «Гурником» до фіналу Кубка кубків. 1973 року Горгонь був визнаний найкращим футболістом Польщі за версією журналу Sport.
Завершив професійну ігрову кар'єру у швейцарському клубі «Санкт-Галлен», за який виступав протягом 1980–1983 років.

## Виступи за збірну
В юнацьку збірну Польщі залучався ще будучи гравцем «Микульчице», а в головній команді дебютував 23 вересня 1970 року у зустрічі зі збірною Ірландії.
Взяв участь у всіх успіхах збірної Казімежа Гурського: золото Олімпіади в Мюнхені в 1972 році, нічия з англійцями на «Вемблі» у жовтні 1973, яка вивела «кадру» на «бронзовий» для них чемпіонат світу 1974 року, срібло Олімпіади в Монреалі в 1976 році.
Горгонь входив в заявку збірної і на чемпіонаті світу 1978 року в Аргентині, але новий тренер збірної Яцек Гмох не включив його до складу на перший матч другого групового раунду проти господарів чемпіонату, багато експертів пізніше називали неучасть у матчі Горгоня помилкою з боку тренера та причиною поразки, проте після цього Єжи Горгонь за збірну не виступав.
Всього протягом кар'єри у національній команді, яка тривала 9 років, провів у формі головної команди країни 55 матчів, забивши 6 голів.

## Титули і досягнення
- Бронзовий призер чемпіонату світу: 1974
- Олімпійський чемпіон: 1972
- Срібний олімпійський призер: 1976
- Фіналіст Кубка володарів кубків: 1969/70
- Чемпіон Польщі (2) : 1970/71, 1971/72
- Володар Кубка Польщі (5) : 1967/68, 1968/69, 1969/70, 1970/71, 1971/72
- Володар Кубка польської ліги: 1977/78[1]
- Бронзовий призер чемпіонату Швейцарії: 1982/83
- Фіналіст Кубка швейцарської ліги: 1981/82
- Найкращий футболіст Польщі за версією журналу «Sport»: 1973

## Після закінчення кар'єри
Завершивши ігрову кар'єру, Горгонь намагався стати тренером, працював з молоддю та резервним складом «Санкт-Галлена», а згодом — у футбольній академії в «Госсау».
Останнім часом живе зі своєю сім'єю в Швейцарії, уникає зустрічей не лише з журналістами, а й з колишніми партнерами по «Гурнику» і збірній Польщі.